# Conspiração Polonsky
A conspiração Polonsky, também conhecida como conspiração Polonsky ou caso Polonsky, foi uma tentativa dos bolcheviques ucranianos de derrubar a Makhnovtchina durante o outono de 1919.
Preparado pelos comitês revolucionários de Oleksandrivsk e Katerynoslav, o plano era assassinar Nestor Makhno e outros membros do alto comando insurgente, após o que unidades pró-bolcheviques do exército insurgente tomariam o poder na região. No entanto, a trama foi descoberta e suprimida pela Kontrrazvedka, a divisão de contrainteligência makhnovista. Yevgeny Polonsky e outros membros da conspiração foram presos e condenados à execução por pelotão de fuzilamento.
O golpe planejado e as consequências que resultaram de sua supressão exacerbaram o agravamento das relações entre os makhnovistas e os bolcheviques, que culminaram com a eclosão de um conflito total entre eles em janeiro de 1920.